# Carl Siebold (Finanzrat)
Carl Wilhelm Conrad Siebold (* 30. August 1824 in Bremen; † 21. Januar 1907 in Ahrweiler) war ein deutscher Geheimer Finanzrat und Finanzberater.

## Leben
Siebold war der Sohn des aus Braunschweig stammenden Unternehmers Johann Carl Joseph Siebold (getauft 1799; † 1839) und der Anna Caroline geb. von Breton (1800–1849), der Tochter des Oldenburger Uhrmachers Johann Emanuel von Breton (1764–1808). Der Vater betrieb zunächst ab 1823 in Bremen, dann ab 1825 in Westerstede und schließlich ab 1829 in Oldenburg die Herstellung von Kunstblumen.
Siebold besuchte die dortige Volksschule und anschließend die unteren Klassen des Alten Gymnasium. Nach seiner Konfirmation startete er eine kaufmännische Lehre in Butjadingen, brach diese jedoch nach dem Tod des Vaters ab, um Soldat zu werden. Daraufhin trat er am 27. Oktober 1840 in den oldenburgischen Militärdienst, wurde 1841 Unteroffizier und 1843 Stabsfourier 2. Klasse beim oldenburgischen 2. Infanterieregiment. Der Kommandeur dieses Verbandes war Oberst Johann Ludwig Mosle. Dieser erkannte Siebolds Begabung für Finanzen und förderte ihn entsprechend. Nach Beendigung seiner Dienstzeit wurde er  1847 Wirtschaftsleiter der 1785 gegründeten oldenburgischen Casinogesellschaft. Als Mosle 1848 für das Großherzogtum Oldenburg zum Gesandten im Bundestag des Deutschen Bundes berufen wurde, erhielt Siebold auf dessen Empfehlung hin den Posten eines Kanzlisten und Sekretärs bei der oldenburgischen Bundestagsgesandtschaft in Frankfurt am Main. Diesen Posten behielt er bis November 1866.
Seine Zeit in Frankfurt nutzte Siebold intensiv, um sich im Selbststudium gründliche Kenntnisse der allgemeinen Finanzwirtschaft und weiterhin auf dem Gebiet des Geld- und Bankwesens anzueignen. Weiterhin knüpfte er vielfältige Kontakte zu zahlreichen Frankfurter Banken, insbesondere zu dem Privatbankhaus Erlanger & Söhne, das eine Reihe von oldenburgischen Staatsanleihen auf den Geldmarkt gebracht hatte. Es gelang ihm, sich in relativ kurzer Zeit in der Frankfurter Finanzwelt eine geachtete Stellung als kompetenter Finanzberater zu schaffen und so auch ein finanzielles Auskommen zu finden. Als die oldenburgische Bundestagsgesandtschaft 1866 aufgelöst wurde, verzichtete Siebold auf seine Pensionsansprüche und erhielt lediglich den Titel eines Finanzrats (der 6. Rangklasse), was für ihn gesellschaftlich und beruflich von Nutzen war.
Auch während seiner Tätigkeit in Frankfurt blieb Siebold mit Oldenburg in Verbindung. Um das durch den Eisenbahnbau insbesondere gesteigerte Geldbedürfnis des Großherzogtums zu befriedigen, schlug er 1865 der oldenburgischen Regierung die Gründung eines leistungsfähigen Bankhauses mit dem Recht der Banknotenausgabe vor. Im Auftrag des Staatsministeriums und mit der Unterstützung des Bankhauses Erlanger arbeitete er in der Folge die Einzelheiten des Gründungsvertrages aus und half mit, den Widerstand des Gewerbe- und Handelsvereins von 1840, dem Vorläufer der Oldenburgischen Industrie- und Handelskammer sowie der stadtoldenburgischen Wirtschaftskreise zu überwinden. Am 15. Januar 1869 nahm die Oldenburgische Landesbank die Geschäfte auf. Siebold wurde Mitglied des Aufsichtsrats, dem er bis 1907 angehörte und in dem er vor allem in den ersten Jahren einen maßgeblichen Einfluss ausübte.
Ab 1867 war Siebold auch an der Finanzierung der Eisenbahnlinien im Großherzogtum beteiligt. Im Auftrag der oldenburgischen Regierung führte er zunächst die Verhandlungen mit dem Bankhaus Erlanger über die Platzierung einer weiteren großen Staatsanleihe für den Bau der Bahnstrecke Oldenburg–Leer, die er 1867 erfolgreich abschließen konnte. Die Strecke wurde 1869 eröffnet. In den 1870er Jahren war er an der Beschaffung des Kapitals für die Bahnlinie Westerstede-Ocholt beteiligt und stellte dafür auch eigene Mittel bereit.
Ab 1869 stellte er der oldenburgischen Regierung seine englischen Kontakte zur Verfügung und vermittelte die Anwerbung englischer Techniker und Maschinen für die Weiterführung des bereits ab 1855 im Bau befindlichen Hunte-Ems-Kanals.
Siebold erkannte früh die Bedeutung von Infrastrukturprojekten wie Eisenbahnen und Wasserstraßen und spielte als anerkannte Autorität in Finanzfragen in zahlreichen Unternehmen eine wichtige Rolle als Berater und Vermittler gegenüber den Banken. Unter anderem war er Aufsichtsratsmitglied der Hessischen Landesbank, der Frankfurter Lokalbahn AG, des Elektrizitätswerkes Homburg, der Crefelder Eisenbahn-Gesellschaft, der Hagener Gußstahlwerke, der Düsseldorf-Ratinger Röhrenkesselfabrik, der Armaturen- und Maschinenfabrik Nürnberg und der Bergbau-AG Friedrichssegen. Für seine Verdienste wurde er mehrfach ausgezeichnet, so verlieh ihm die oldenburgische Regierung 1871 den Titel eines Geheimen Finanzrats, 1891 erhielt er das Ehrenritterkreuz, 1905 das Offizierskreuz des oldenburgischen Haus- und Verdienstordens.
Siebold litt an einem langwierigen und offenbar unheilbaren Halsleiden. Er setzte seinem Leben am 21. Januar 1907 selbst ein Ende.

## Familie
Siebold war zweimal verheiratet. Am 3. April 1849 heiratete er in Frankfurt Sarah Maria MacNeill (1822–1869), die aus Edinburgh stammte. Nach ihrem Tod heiratete er am 10. Juni 1875 in London Elizabeth Sophie Knox (1838–1922), die Tochter des Gutsbesitzers Charles Knox (1783–1874) und der Elizabeth geb. Knox (1801–1869). Die erste Ehe blieb kinderlos, aus der zweiten Ehe stammten vier Söhne.